# Mariakapel (Slenaken, niskapel)

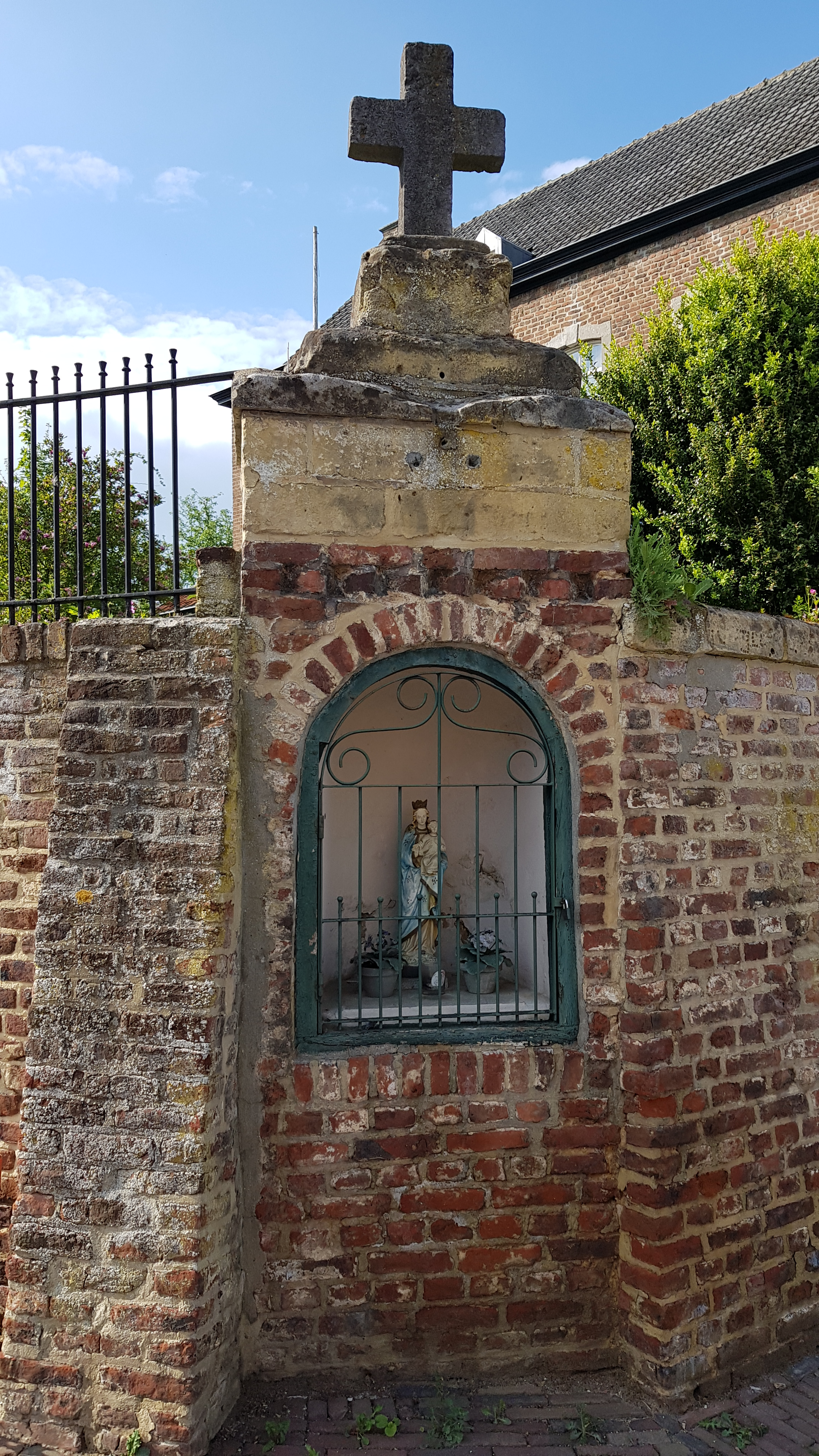
Het Mariakapelletje

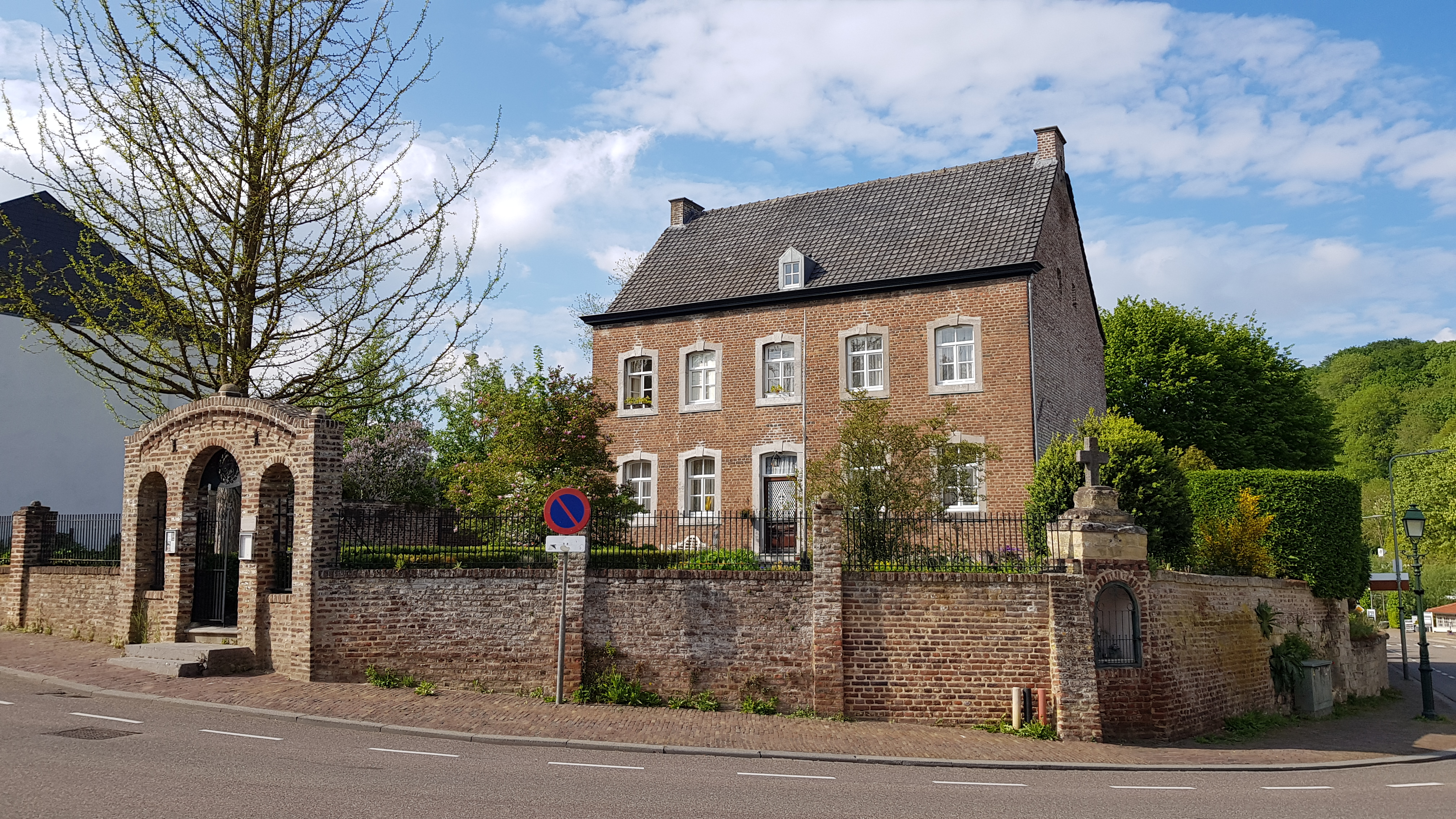
Het kapelletje aan de Dorpsstraat

De Mariakapel is een kapelletje in Slenaken in de Nederlands Zuid-Limburgse gemeente Gulpen-Wittem. De kapel staat midden in het dorp op de hoek aan de splitsing van de Dorpsstraat met de Grensweg. Op ongeveer 40 meter naar het zuidoosten staat de Sint-Remigiuskerk en op ongeveer 100 meter naar het noordoosten staat de Sint-Rochuskapel. Aan de noordzijde van het dorp staat er nog een tweede Mariakapel die bekend staat als de Broekhofkapel.
De kapel is gewijd aan Maria.

## Geschiedenis
In 1847 werd de tuinmuur gebouwd waarin de kapel ingebouwd is.
Op 19 november 1980 werd het Mariabeeldje gestolen uit de kapel. In de kapel werd toen een nieuw beeldje geplaatst.
In 2000 werd de nis van de kapel opnieuw bepleisterd.

## Bouwwerk
De niskapel is ingebouwd in de lange tuinmuur van de voormalige pastorie van Slenaken. Het grootste deel van de kapel is opgetrokken in baksteen, maar het bovenste deel is uitgevoerd in gezaagde mergelsteen. Bovenop het bouwwerk staat een groot cementstenen kruis.
De kapelnis bestaat uit een gemetselde rondboog die met een smeedijzeren traliehekje wordt afgesloten. Van binnen is de nis wit gepleisterd. In de nis staat een Mariabeeldje die het kindje Jezus in de handen houdt.